# 拉尔特
拉尔特（荷蘭語：Raalte）是位于荷兰东部上艾瑟尔省的一个市镇，人口36,999（2017年）。占地面积172.54平方公里（其中0.41平方公里是水）。